# Левитан, Борис Моисеевич
Борис Моисеевич Левитан (7 июня 1914, Бердянск — 4 апреля 2004, Миннеаполис, США) — советский математик, лауреат Ленинской премии, профессор МГУ (с 1961), академик Московского отделения прикладной математики и математической физики РАЕН (1998).

## Биография
Родился в Бердянске (Запорожская обл.). Окончил Харьковский университет (1936). Доктор физико-математических наук (1940), профессор (1941). В 1938—41 работал в Харьковском университете. Участник Великой Отечественной войны. В 1944—61 работал в Артиллерийской Академии им. Ф. Э. Дзержинского в Москве. С 1961 перешёл на работу в МГУ, продолжая вести активную педагогическую деятельность в Академии им. Ф. Э. Дзержинского. Основные труды по функциональному анализу и математической физике. Открыл новый важный класс функций — т. н. обобщенные, N — почти периодические функции Левитана. Его исследования посвящены теории почти-периодических функций, теории операторов обобщенного сдвига и спектральной теории дифференциальных операторов. Ему также принадлежат работы по общей теории унитарных представлений локально-компактных групп.

## Научные труды
Опубликовал более 170 работ и 8 монографий.
Одной из самых известных работ Б. М. Левитана стала работа 1951 года (совместно с академиком Гельфандом И. М.) по решению обратной задачи восстановления дифференциального уравнения второго порядка по его спектральной функции.
- И. М. Гельфанд, Б. М. Левитан, «Об определении дифференциального уравнения по его спектральной функции», Изв. АН СССР. Сер. матем., 15:4 (1951)

## Награды
- Ленинская премия (1962; совместно с академиком В. А. Марченко).

## Память
В 2014 году прошла международная научная конференция в связи со 100 летним юбилеем Б. М. Левитана, организованная механико-математическим факультетом МГУ и Институтом математики РАН им. Стеклова.